# 張範
張範（?—212年），字公儀，河內脩武人，三國時期曹魏官吏。

## 生平
張範出生於官宦世家，家中頗有名望，漢室太傅袁隗本想將其女嫁給張範，但張範辭不接受。
後來其弟張承因董卓無度，想起兵以應關東軍，但其弟張昭卻向他分析不可能實行，張範便與張承、張昭到揚州避難。不久袁術備禮請張範效力，但張範稱病，不願仕官，袁術便不強求，不過張範仍派張承與袁術相見。200年，曹操平定冀州，遣使邀請張範加入，但張範仍稱病，要留在彭城，另派張承見曹操，曹操便表他們為諫議大夫。
後來，張範之子張陵及張承之子張戩被山東賊擒獲，張範親自見山東賊要回二子，山賊便將張陵歸還。張範答謝:「諸君相還兒厚矣。夫人情雖愛其子，然吾憐戩之小，請以陵易之。（諸位願意歸還我兒實在厚重。我夫人雖然愛兒子，但我憐憫張戩幼小，請以張陵交換他吧。）」山賊欣賞其人有義，將兩人一併放回。後曹操征荊州北還，在陳與張範會面，张範被任為議郎，參丞相軍事，曹操對其十分敬重。
後每當曹操出外征戰，便會留張範及邴原留在本地，與曹丕一同防守。曹操對曹丕說:「舉動必諮此二人。」曹丕也對二人十分有禮。於212年逝世。

## 特徵
張範性格恬靜樂道，不愛榮華、名利，喜歡助濟窮人，家無餘財，內外窮人、孤寡都十分敬重。對於外來所贈始終不用，張範死去後，將其全部歸還。

## 家庭

### 祖父
- 張歆，為漢桓帝時司徒。[1]

### 父親
- 張延，為漢靈帝時太尉。[2]

### 兄弟
- 張承，張範二弟。本欲起兵反董，但後來決定離開。與張範同為曹魏官吏。
- 張昭，張範三弟。為漢室議郎。

### 子
- 張陵，張範之子。曾被山東賊擒獲。
- 張參，張範之子。曹丕在位時，任為郎中。

## 評價
《三國志》評曰：「袁渙、邴原、張範躬履清蹈，進退以道，蓋是貢禹、兩龔之匹。涼茂、國淵亦其次也。張承名行亞範，可謂能弟矣。田疇抗節，王脩忠貞，足以矯俗；管寧淵雅高尚，確然不拔；張珔、胡昭闔門守靜，不營當世：故并錄焉。」

## 延伸阅读
[在维基数据编辑]
 《三國志·卷11》，出自陳壽《三國志》